# Bomberman (TurboGrafx-16)
Bomberman — это видеоигра в стиле лабиринт, изначально разработанная и опубликованная компанией Hudson Soft для PC Engine/TurboGrafx-16 7 декабря 1990 года в Японии, а затем в Северной Америке компанией NEC в 1991 году. Первоначально выпущенная для TurboGrafx-16, игра была позже перенесена на домашние компьютеры Amiga, Atari ST и MS-DOS под названием Dyna Blaster, причем на каждом из них были внесены изменения по сравнению с исходной версией. Конверсии для других платформ находились в разработке, но так и не были выпущены. Является частью одноимённой серии игр и представляет из себя переосмысление первой игры серии. В Европе игра была выпущена для домашних компьютеров.

## Сюжет
Чёрный Бомбермен украл дочь доктора Мицумори, изобретателя Бомберменов и заключил её в своём гигантском замке, кишащем монстрами. Белый Бомбермен отправляется ей на выручку.

## Геймплей
Игрок берёт на себя управление Белым Бомберменом. Одиночный режим разделён на восемь миров [«Стена», «Валун», «Река», «Лес», «Пещера», «Замок (1 этаж)», «Замок (2 этаж)», «Крыша замка»], каждый из них разделён на восемь уровней. Каждый уровень представлен как лабиринт из блоков, наполненный монстрами. Каждый из уровней характеризуется уникальным ландшафтом и собственным набором монстров.
Используя бомбы, игрок должен разрушить мягкие блоки, блокирующие путь, и победить всех монстров. Когда все монстры побеждены и скрытый выход (телепорт) открыт, игрок может пройти на следующий уровень. Каждый уровень включает также один бонус, скрытый под одним из мягких блоков, который может повышать количество бомб, увеличить радиус взрыва, а также другие полезные силы. При уничтожении всех монстров участок стены, за которым спрятан бонус, будет подсвечиваться. Если задеть взрывом бонус, то он пропадёт. Если подорвать телепорт, то оттуда появятся дополнительные сильные монстры. Если телепорт был открыт уничтожением последней взрываемой стены, то появляется дополнительный бонус. Время ограничено, и если не соблюсти лимит, то появятся 8 «монеток» — сильных агрессивных монстров, которые движутся быстрее Бомбермена без роликов и умеют проходить сквозь стены. Восьмой уровень каждого мира — это битва с боссом.
Игра также включает многопользовательской режим, который позволяет до пяти игроков конкурировать друг с другом. Этот режим проигрывается идентично одиночному режиму, за исключением того, что бонусы ограничиваются только «бомбами» и «огнём». Существует также альтернативный многопользовательский режим, режим с черепами, в котором черепа иногда появляются скрытыми под блоками, они наносят ущерб.

## Разработка и издание
Большинство членов команды, работавшей над Bomberman для PC Engine/TurboGrafx-16, впоследствии участвовали в создании нескольких проектов, включая более поздние игры серии Bomberman, в компании Hudson Soft. Единственным дизайнером игры был Цукаса Кувахара, программированием занимались Ацуо Нагата и Юдзи Муроя, а пиксельную графику создали Хидеюки Огура и Мика Сасаки. Музыкальное сопровождение написала Дзюн Тикума при участии программиста звука Кэйты Хоси. Hudson Soft выпустила игру в Японии 7 декабря 1990 года. На европейском рынке игра вышла под названием Dyna Blaster для платформ Amiga, Atari ST и MS-DOS силами издателя Ubi Soft, поскольку оригинальное название ассоциировалось в европейских СМИ с терроризмом. Версии для Atari Lynx и Commodore 64 находились в разработке, но так и не были выпущены.

## Критика

### PC Engine/TurboGrafx-16
| Иноязычные издания | Иноязычные издания |
| Издание            | Оценка             |
| ------------------ | ------------------ |
| CVG                | 93%                |
| Famitsu            | 29/40              |
| ASM                | 10/12              |
| Génération 4       | 85%                |
| Hobby Consolas     | 93/100             |
| Joystick           | 80%                |
| Mega Fun           | 78%                |
| Play Time          | 87%                |
| Player One         | 89%                |
| Power Play         | 81%                |
| Raze               | 89%                |
| Tilt               | 12/20              |
| Video Games        | 84%                |
| VG&CE              | 7/10               |

Bomberman для игровой системы PC Engine/TurboGrafx-16 получила положительные отзывы критиков. Ханс-Йоахим Аманн из журнала Aktueller Software Markt раскритиковал визуальную составляющую, но высоко оценил звук и игровой процесс. Пол Глэнси и Ричард Лидбеттер из Computer and Video Games похвалили графику, музыку, игровой процесс и многопользовательский режим. Французский журнал Génération 4 отметил качество анимации и играбельность, но подверг критике визуальный ряд и звук. Маркос Гарсия из издания Hobby Consolas положительно отозвался о простой графике, звуке, игровом процессе и многопользовательском аспекте. Жан-Марк Демоли из французского журнала Joystick также высоко оценил игровой процесс и многопользовательский компонент. Мартин Вайднер и Штефан Хеллерт из немецкого журнала Mega Fun дали оригинальной версии для PC Engine положительную оценку. Японские читатели журнала PC Engine Fan поставили игре 23,78 балла из 10 возможных, что соответствует 51-му месту в рейтинге. Bomberman для TurboGrafx-16 была включена в книгу 1001 Video Games You Must Play Before You Die, выпущенную в 2010 году.
Дитер Кнеффель из немецкого журнала Play Time неоднозначно отозвался о графике и звуке, но высоко оценил игровой процесс. Оливье Скампс из французского журнала Player One также дал смешанную оценку графике и звуку, но положительно отозвался о игровом процесса и возможности одновременной игры против других игроков. Хайнрих Ленхардт из немецкого издания Power Play более критично отнесся к визуальной и звуковой составляющим, однако положительно оценил игровой процесс и многопользовательский режим. Журнал Raze отметил, что «Bomber Man хорош в однопользовательском режиме, но по-настоящему раскрывается при игре вдвоем или более», и сообщил, что сотрудники редакции ежедневно играли в многопользовательский режим. Ален Юг-Лакур из журнала Tilt дал оригинальной версии для PC Engine смешанную оценку. Михаэль Хэнгст из немецкого издания Video Games более критично отнесся к игре по нескольким аспектам, но в целом дал ей положительную оценку. Джошуа Мандел из VideoGames & Computer Entertainment высоко оценил мультяшную графику и звуковые эффекты, но раскритиковал короткую продолжительность однопользовательского режима.